# Шаар, Том
Том Шаар (англ. Tom Schaar; род. 14 сентября 1999, Малибу, Калифорния) — американский профессиональный скейтбордист, обладатель нескольких мировых рекордов. Шаар на момент исполнения являлся самым молодым скейтбордистом, выполнившим успешно трюк «900» (2,5 оборота в воздухе), и первым в истории выполнившем «1080» (3 оборота). Самый молодой золотой медалист X-Games (Азия), чемпион X-Games в Остине и турнира Dew Tour Champion.

## Спортивная карьера
Том Шаар родился 14 сентября 1999 года в Малибу, штат Калифорния, США. Начал заниматься скейтбордингом в возрасте четырёх лет на небольшой семейной рампе в саду. В октябре 2011 года на мега-рампе в калифорнийском городе Техачепи Шаар смог выполнить элемент «900» (два с половиной оборота в воздухе), став самым молодым и восьмым по счёту его исполнителем в истории.
В 2006 году скейтбордист и сноубордист Шон Уайт безуспешно пытался исполнить «святой Грааль скейтбординга», трюк «1080», 21 раз на X-Games и 29 раз в прошлом сезоне. В возрасте шести лет Шаар наблюдал за этими попытками с трибуны. Спустя шесть лет, в марте 2012 года, Шаар на специально-адаптированной под его вес рампе во время пятой попытки первым в мире успешно выполнил этот элемент, а во время разминки вновь чисто исполнил трюк «900». Загруженное в интернет видео исполнения трюка за несколько дней было просмотрено около 170 тысяч раз. Впоследствии он охарактеризовал «1080» как один из самых сложных трюков скейтбординга, которые он когда-либо выполнял.
30 апреля 2012 года во время X-Games в Азии Шаар выиграл состязание на мини-мега-рампе, повторив трюк «1080» и набрав 94 балла из ста, став в возрасте 12 лет самым молодым в истории золотым медалистом X-Games. Рекорд зафиксирован в книге рекордов Гиннесса. Летом того же года он получил приглашение на 18-е игры в Лос-Анджелесе, где в дисциплине Биг-эйр повторил элемент «900» и занял восьмое место.
Сезон 2013 года оказался для Шаара весьма успешным. В июне он удостоился бронзовой медали на первых мюнхенских X-Games в дисциплине Биг-эйр и месяц спустя в этой же дисциплине на 19-х играх в Лос-Анджелесе, заняв второе место.
По состоянию на 2015 года, спонсорами Шаара являются Element Skateboards, DC Shoes & Clothing, Monster Energy, Sony ActionCam, Bones Swiss Bearings, Type S Wheels, 187 Pads. В 2013 году спонсором была компания Red Bull GmbH. Состоит в команде Razer.
5 июля 2012 года Шаар появился в одном из эпизодов шоу Figure It Out, взяв на нём главный приз, и в программе The Ellen DeGeneres Show в качестве гостя Эллен Дедженерес. В 2014 году спортивный телеканал U-Verse запустил шоу под названием «Skateboarding», объектом внимания которого была жизнь и карьера Шаара.
В свободное от скейтбординга время, занимается сёрфингом.